# Церква Благовіщення Пресвятої Богородиці (Львів)
Храм Благовіщення Пресвятої Богородиці — культова споруда у Львові на вулиці Пасічній, 83; належить до Львівської архиєпархії УГКЦ. Парафіяльним священиком церкви Благовіщення Пресвятої Богородиці є отець Петро Рак.

## Історія будівництва церкви

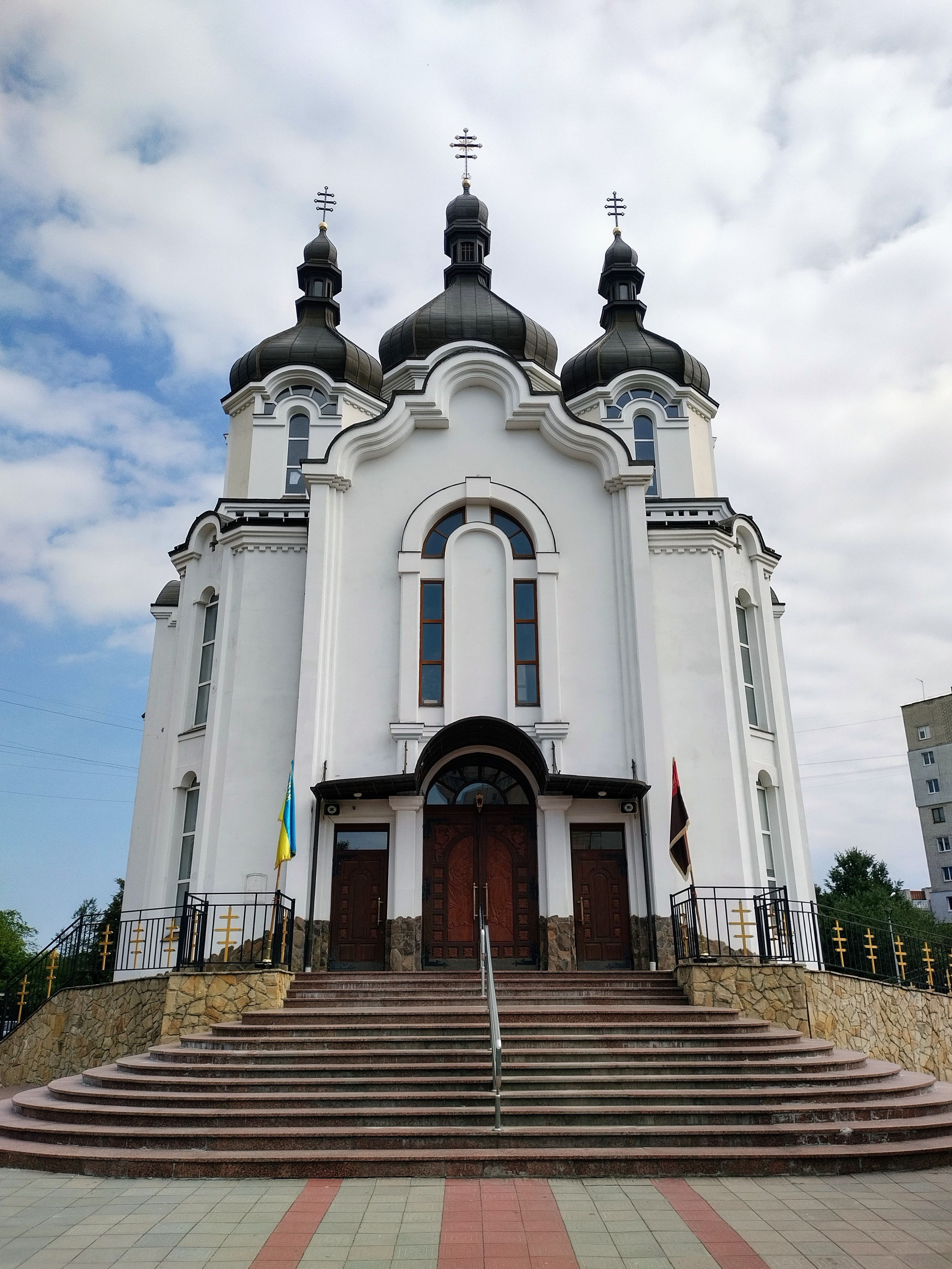
Головний фасад церкви Благовіщення Пресвятої Богородиці

Від 1992 року Богослужіння проводилися у тимчасовій, як на той час, типовій металевій каплиці. Будівництво церкви розпочалося у 1994 році і тривало майже 20 років, до 2008 року. Храм був освячений у 2010 році Високопреосвященнішим Владикою Архиєпископом Львівським Ігорем (Возняком).
Головним архітектором проєкту храму є В. Смерека. В церкві чудовий іконостас, створенням якого займалася мистецька група під керівництвом Олега Рішняка. Всі роботи виконані у стилі українського бароко. Іконостас зроблено за копією відомого Богородчанського іконостасу, який у 1698—1705 роках створив іконописець-ієромонах Йов Кондзелевич.

## Архітектурно-містобудівельне розташування храму
Церква розташована у житловому кварталі будинків середньої поверховості на відстані 5 км. до історичного центру міста. На північ від церкви розташовані приміщення закладів ритуальних послуг, на південь — будівля Львівського техніко-економічного фахового коледжу Національного університету «Львівська політехніка», а перед церквою — зупинка громадського транспорту.

## При церкві діють
- Бібліотека;
- Церковний хор;
- Катехитична школа;
- Молитовна спільнота «Матері в молитві»;
- Апостольство Доброї смерті;
- Спільнота Преображення;
- Молодіжна спільнота «Віночок Марії»;
- Братство тверезості;
- Братство Матері Божої Неустанної Помочі;
- Братство Молитви до Серця Ісуса;
- Біблійне вивчення;
- Доброчинна діяльність.